# Grevillea caleyi
Grevillea caleyi,  es una especie de arbusto  del gran género  Grevillea perteneciente a la familia  Proteaceae. Es originaria de  Australia. 

## Descripción
Crece hasta alcanzar un tamaño de 4 metros de altura y florece entre agosto y diciembre (desde mediados de invierno a principios de verano) en su rango nativo. Las flores tienen un perianto leonado y los estilos son de color marrón o rojo con puntas verdes. Ocurre en  un área restringida dentro de los suburbios en los bosques del noreste de Sídney.

## Taxonomía
Grevillea caleyi fue descrita por Robert Brown y publicado en Supplementum primum prodromi florae Novae Hollandiae 22. 1830.
Etimología
Grevillea, el nombre del género fue nombrado en honor de Charles Francis Greville, cofundador de la Royal Horticultural Society.
caleyi, el epíteto 
Sinonimia
- Grevillea blechnifolia A.Cunn. ex Hook.
- Stylurus caleyi (R.Br.) Pedro[2]